# Skąpe (powiat kolski)
Skąpe – kolonia w Polsce położona w województwie wielkopolskim, w powiecie kolskim, w gminie Grzegorzew.
W latach 1975–1998 miejscowość administracyjnie należała do województwa konińskiego.